# Teoria della giustizia

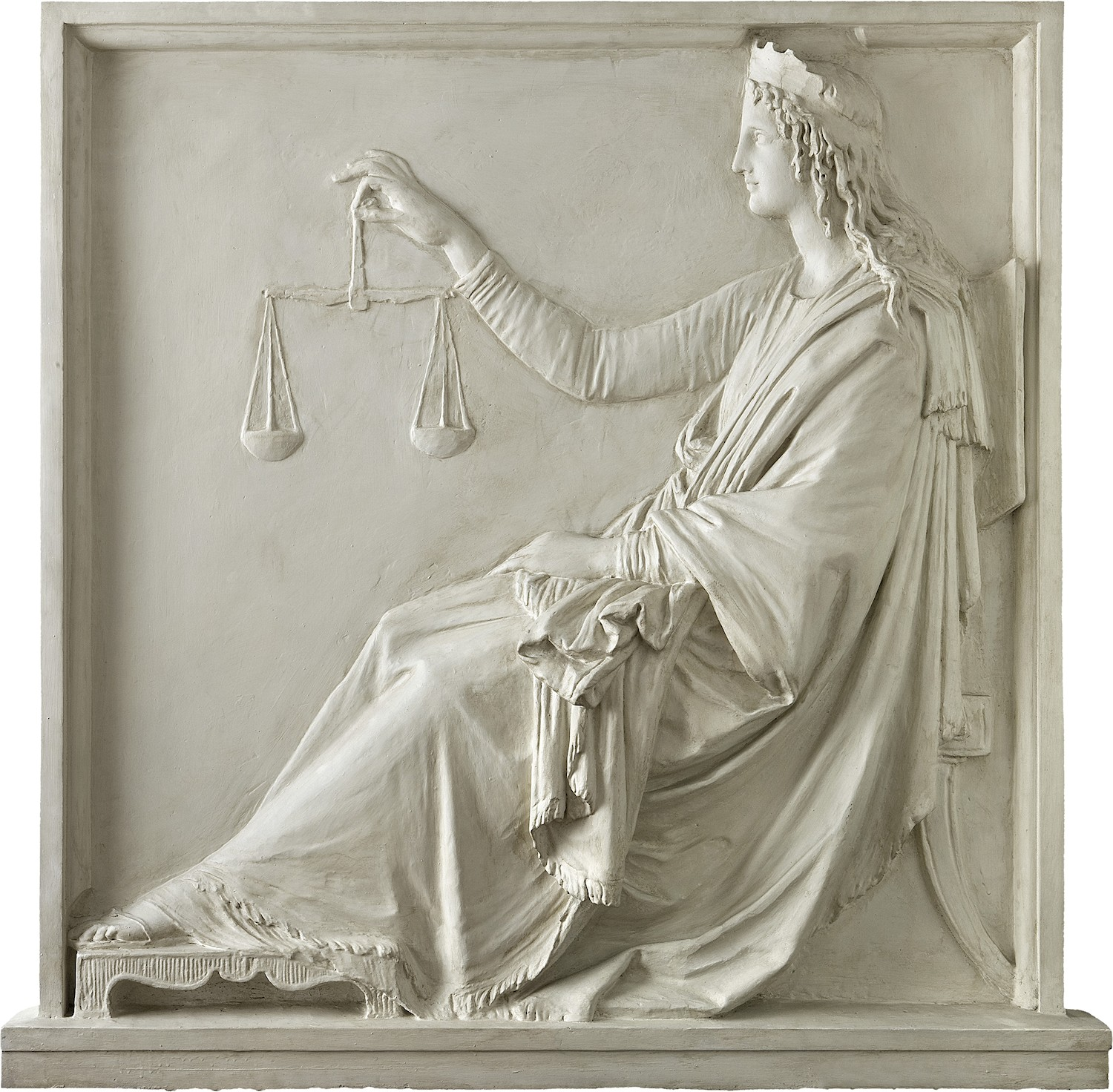
La bilancia, equilibrio ed equità che è compito della Giustizia conservare o ristabilire. La spada, forza e potere che la Giustizia deve avere per imporre e far rispettare i propri giudizi

In filosofia politica e in filosofia del diritto,  la teoria della giustizia è finalizzata a fissare i criteri per definire in che consista essa e come si raggiunga l'eguaglianza tra gli esseri umani.

## Origine delle teorie della giustizia
Nel suo libro Teoria generale del diritto Norberto Bobbio afferma che: «I l problema della giustizia dà luogo a tutte quelle ricerche che mirano a enucleare i valori supremi a cui il diritto tende, in altre parole i fini sociali di cui gli ordinamenti giuridici col loro insieme di regole e di istituzioni e di organi sono i l più adeguato strumento di attuazione. Nasce di qua la filosofia del diritto in quanto teoria della giustizia."

## Teoria della giustizia per Rawls
La Teoria della giustizia, si fonda sulla decisione di un individuo razionale che, ignorante dei fatti in primo luogo, e data la sua esclusione nell'accaduto, riuscirà a scegliere in maniera equa e giuridica la sentenza più giusta. John Rawls spiega che esiste una posizione nella quale gli individui si trovano sotto un velo di ignoranza che gli impedisce decidere in maniera egoista e discriminatoria nel prossimo.

## Teorie della giustizia
Le teorie della giustizia come: Giusnaturalismo, utilitarismo, liberalismo, marxismo, femminismo, anticolonialismo e altre, differiscono dal considerare in che consista una divisione giusta e in che circostanze gli individui siano uguali, mettendo enfasi, rispettivamente, nel bene, nella libertà, nel diritto di proprietà, nell'eguaglianza materiale, nell'eguaglianza tra i generi e nell'eguaglianza tra i popoli.
La giustizia processuale si riferisce all'idea di giustizia nei processi per risolvere dispute e assegnazione di ricorsi. Un aspetto della giustizia processuale è relazionato con l'amministrazione di giustizia e delle procedure legali. Questo significato della giustizia processuale è vincolato al: dovuto processo (Stati Uniti), alla giustizia fondamentale (Canada), alla equità processuale (Australia) e alla giustizia naturale (in altre giurisdizioni del Common Law), ma l'idea della giustizia processuale può anche applicarsi a contesti non-legali, nei quali non si impiega alcun processo per risolvere conflitti o distribuire benefici o cariche.

## Dalla giustizia alla teoria del riconoscimento
Si può affermare che verso la fine del XX secolo nella filosofia politica e nella filosofia del diritto abbiamo assistito ad un cambio di paradigma. Abbiamo rimpiazzato la giustizia per il riconoscimento (di diritti), sia reciproco che non. Così, la teoria del riconoscimento fa parte della Democrazia deliberativa nella quale l'altra (persona) ha una funzione essenziale per il soggetto (persona) che recepisce concetti tramite l'eguaglianza e la morale.